# Friedrichsaue (Zechin)
Friedrichsaue è una frazione del comune tedesco di Zechin, nel Brandeburgo.

## Storia
Il 1º gennaio 1998 il comune di Friedrichsaue venne fuso con i comuni di Buschdorf e di Zechin; il nuovo comune mantenne il nome di Zechin.

### Simboli
La frazione di Friedrichsaue possiede uno stemma e una bandiera, così definiti:
Stemma
goldenen Königskrone.»
Bandiera
Blau mit dem Wappen im weißen Streifen im Obereck.»